# Vương tộc Normandy
Nhà Normandy (tiếng Pháp của người Norman: Maison de Normaund) là gia tộc có nguồn gốc từ Công quốc Normandie. Các thành viên trong gia tộc này chủ yếu mang các tước vị Bá tước xứ Rouen, Công tước xứ Normandie, và giành lấy ngai vàng nước Anh sau cuộc chinh phục nước Anh của người Norman. Nhà Normandy tồn tại kéo dài cho đến khi Nhà Plantagenet lên nắm quyền vào năm 1154. Gia tộc này nổi lên từ sự hợp nhất giữa Viking Rollo  (người cai trị đầu tiên của Normandy) và Poppa của Bayeux, một nữ quý tộc miền Tây Frank. William I của Anh và những người thừa kế của ông cho đến năm 1135 đều là thành viên của gia tộc này.
Những năm cuối cùng, gia tộc Normandy bị tranh chấp giữa các hậu duệ của William: Matilda cùng phu quân là Geoffroy, người sáng lập Vương tộc Plantagenet, xung đột với Stephen từ Vương tộc Blois (còn gọi là triều đại Blesevin).
Những bá tước Norman xứ Rouen là:
- Rollo, 911–927
- Guillaume Kiếm dài, 927–942

Các công tước Norman xứ Normandie là:
- Richard I, 942–996 [5]
- Richard II, 996–1027 [6]
- Richard III, 1026–1027 [7]
- Robert I, 1027–1035 [8]
- Guillaume II, 1035–1066 (trở thành Vua nước Anh với tên gọi William Người chinh phục)

Các vị vua Norman trị vì nước Anh và Normandy là:
- William I, 1066–1087
- William II, 1087–1100 (không phải Công tước xứ Normandy) [9]
- Robert II, 1087–1106 (không phải Vua Anh) [10]
- Henry I, 1100–1135; 1106–1135 [11]
- William Adelin, 1120 (không phải vua Anh) [12]
- Matilda, 1135–1153 [13]
- Stephen (không thuộc chế độ phụ hệ; thành viên của Vương tộc Blois), 1135–1154 [14]

Bá tước Norman của xứ Flanders:
- William Clito (khoảng 1127–1128), con trai của Robert Curthose, chắt của Baldwin V, được Louis VI của Pháp chỉ định thừa kế.[15]